# Liste de fibres naturelles
Les fibres naturelles sont utilisées dans le textile et le bâtiment.

## Fibres animales
Composées de substances organiques, les fibres animales, ou protéiniques, se présentent sous forme de poils ou de soies.

### Poils et plumes
- La laine est une fibre obtenue par la tonte des moutons ; par extension peut désigner celle obtenue à partir de la tonte ou de l'épilage d'autres espèces : alpaga (alpaca, un camélidé voisin du lama), mohair, cachemire et pashmina (chèvres), angora (une race de lapins), qiviuk (bœuf musqué), de chèvres, de chameau, de guanaco, de vigogne ou de yack.
- Le crin provient de la queue, des sabots et de la crinière des chevaux, et servait à remplir les sommiers, les fonds et dossiers des sièges, les carreaux, ainsi qu'à faire un tissu pour ces mêmes sièges. Il en était de deux qualités : crin d'échantillon, qui est le plus long ; crin ordinaire, dans lequel se trouvent mêlées des soies de porc. Il sert aussi à fabriquer les pinceaux[1].
- La bourre est un matériau constitué par les poils provenant du tannage des peaux, qui était utilisé dans différents métiers : la tapisserie, le tapissage, la construction (blanc en bourre, mortier de bourre), etc. Les rebuts de la soie étaient aussi nommés bourre ou « filosette » ou « soie galette »[1].
- Divers animaux sont utilisés dans la fabrication des pinceaux, notamment les soies de porc. Le petit-gris, écureuil nordique est utilisé pour fabriquer les pinceaux appelés du même nom.
- Les plumes des oies pour les oreillers et édredons. On en distingue de différentes qualités suivant la finesse du duvet.
- L'édredon désigne un duvet très-fin et très-chaud qui provenait du fin plumage que dépose dans son nid un oiseau nommé eider, qui habite le nord, notamment les îles d'Heligoland, de Bornholm et les îlots d'Ertholm — On en remplissait un tissu de soie pour s'en couvrir[1]. Le mot « édredon » dériverait ainsi du nom de l'oiseau en islandais.
- Le velours est une étoffe à poil ras faite de soie, de poils de chèvre ou de laine, unie, rayée ou à fleur, dont on se servait pour couvrir des sièges, à faire des rideaux. Le « velours d'Utrecht » désignait un velours fabriqué avec du poil de chèvre, que l'on fait dans diverses villes de France ; il était rayé ou à fleur, et servait à couvrir des sièges — Il s'en faisait aussi en laine qui avait le même usage, mais était moins beau et moins cher que l'autre[1].

### Sécrétions
- Soie : fibre produite par la chenille (ver à soie) d’un papillon du genre Bombyx pour la confection de son cocon, et schappe : déchets des opérations de battage et de purgeage pratiquées sur les cocons au cours de leur dévidage.
- Lait : on sait produire un fil de lait avec la caséine le contenant (breveté en Allemagne vers 2012). Ce fil serait dénué de polluant, non allergisant et d'une empreinte carbone faible. Un futur prometteur à confirmer.
- Tussah ou soie sauvage : fibre produite par des vers à soie sauvages.
- Fils d'araignée.
- Le byssus, produit par certains mollusques pour adhérer à leur support. Il était autrefois récolté pour réaliser un textile aux reflets dorés.

## Fibres végétales
Composées de cellulose plus ou moins pure, les fibres végétales se présentent sous forme de gousses, de tiges (fibres caulinaires) ou de feuilles.
- Bananier : On extrait du tronc du bananier une fibre qui est travaillée pour donner un fil soyeux. Il peut être tricoté ou crocheté. Origine : Népal et Inde.
- Chanvre : fibre extraite de la tige de la plante du même nom cultivée en zone tempérée, du genre Cannabis appartenant à la famille des Cannabinacées. De nouveaux procédés de récolte du chanvre permettent aujourd'hui d'atteindre des rendements céréaliers.
- Chanvre de Manille : fibre produite par l'abaca, un bananier de la famille des Musacées.
- Coton : fibre extraites des fruits des cotonniers, plantes cultivées en zone subtropicale à tropicale, du genre Gossypium appartenant à la famille des Malvaceae.
- Genêt : fibre extraite du genêt d'Espagne ou spartier à tiges de jonc. Les Romains et les Carthaginois employaient déjà ces fibres pour la confection des voiles de navires; tout récemment encore, à l'issue de la Seconde Guerre mondiale, les services de sécurité des mines utilisaient le caractère antistatique de la fibre de genêt pour la réalisation de tapis transporteurs de charbon : en effet, la moindre étincelle pouvait provoquer une explosion meurtrière liée à l'inflammation du poussier.
- Jute : fibre extraite de la tige de la plante du même nom cultivée en zone tropicale, du genre Corchorus appartenant à la famille des Tiliacées
- Lin : fibre extraite de la tige de la plante du même nom cultivée en zone tempérée, du genre Linus appartenant à la famille des Linacées.
- Paille, foin : ils servent notamment à structurer le torchis.
- Piña : fibre extraite des feuilles d'ananas.
- Ramie : fibre extraite de la tige de la plante du même nom cultivée en zone subtropicale à tropicale du genre Boehmeria appartenant à la famille des Urticacées.
- Raphia : fibre extraite des feuilles d'un palmier originaire de Madagascar du genre Raphia appartenant à la famille des Arécacées.
- Sisal : fibre extraite des feuilles d'un agave originaire du Mexique et maintenant répandu autour du monde du genre Agave appartenant à la famille des Agavacées.
- Fibres exploitées que sur un plan local, qui et n’ont plus qu’un intérêt historique ou une valeur de substitut en temps de pénurie : fibres d’ortie, de genêt, de houblon, de lupin, de saule, de glycine, de lotus ou de tilleul.

## Fibres organiques animales
- Les fibres organiques peuvent également être des fibres protéiques comme la fibre de " Febron " directement en provenance des nerfs et des ligaments musculaires animaux.

## Fibres minérales
Outre les fibres d’amiante, le règne minéral fournit aussi les métaux (or, argent, cuivre, aluminium) dont on fabrique des fils. Les textiles qui en sont composés sont appelés des « lurex » ou des « lamés ».